# Sidi Allal El Bahraoui
Sidi Allal El Bahraoui (in berbero ⵙⵉⴷⵉ ⵄⵍⵍⴰⵍ ⴰⴱⵃⵔⴰⵡⵉ, in arabo سيدي علال البحراوي‎?, Sīdī ʿAllāl al-Baḥrāwī), chiamata dai suoi abitanti Kamouni, è una città nel Marocco, nella provincia di Khémisset, nella regione di Rabat-Salé-Kénitra. 

## Storia
Un tempo la città si sviluppava attorno alla zaouia e le sue mura includevano una moschea, una scuola e un collegio. Poco dopo, il maestro sufi divenne noto alla popolazione locale, per lo più berbera, e si formò una numerosa comunità di seguaci.
Dopo la morte di Sidi Allal, i suoi discendenti ricoprirono un ruolo importante nella regione e furono rispettati dalla popolazione locale. Oggi, ogni anno si tiene un moussem per venerare l'anima di Sidi Allal, a cui viene invitata la famiglia El Bahraoui, eredi legittimi della zaouia.
La città sta anche vivendo una significativa rinascita urbana grazie a ingenti investimenti da parte degli imprenditori locali. Infatti, la borghesia rbata, per sfuggire allo stress della capitale, preferisce stabilirsi in questa piccola città, collegata alla capitale da un'autostrada.